# يانوس دوداش
يانوس دوداش (بالمجرية: Dudás János)‏ (13 فبراير 1911 – 1979) لاعب كرة قدم مجري راحل كان يجيد اللعب في خط الوسط.
لعب طوال مسيرته الرياضية في أندية إم تي كيه بودابست (؟؟؟؟-1940) سيسبيل (1940-؟؟؟؟).
مثل منتخب المجر في 21 مباراة مسجلا هدفين (1935-1942). شارك مع منتخب المجر في بطولة كأس العالم 1934 في إيطاليا حيث خرج من الدور الربع النهائي وفي بطولة كأس العالم 1938 في فرنسا حيث احتل المركز الثاني.

## وصلات خارجية
- يانوس دوداش على موقع الاتحاد الدولي (مؤرشف)  (الإنجليزية)
- يانوس دوداش على موقع ناشيونال فوتبول تيمز (الإنجليزية)
- يانوس دوداش على موقع Soccerway.com (الإنجليزية)
- يانوس دوداش على موقع عالم كرة القدم.نت (الإنجليزية)
- سيرة ذاتية